# Mouhamed Gueye
Mouhamed Gueye, född 9 november 2002 i Dakar, är en senegalesisk professionell basketspelare (PF/C) som spelar för Atlanta Hawks i National Basketball Association (NBA).
Han draftades av Atlanta Hawks i andra rundan i 2023 års draft som 39:e spelare totalt.
Innan Gueye blev proffs studerade han vid Washington State University och spelade för universitetets idrottsförening Washington State Cougars.